# 久米歌
久米歌あるいは 来目歌（くめうた）は、日本の上代記紀歌謡の一つで、久米部の伝承した軍歌。久米舞の際に歌われる。

## 概要
記紀の 神武天皇条にある、 神武天皇が大和の兄猾（えうかし）・八十梟帥（やそたける）・兄磯城（えしき）・長髄彦（ながすねひこ）を征討したとき久米部がうたった歌であるという、大和国平定記事に組まれた宮廷歌曲群であり、『日本書紀』に8首、このうち6首が『古事記』にも書かれている。大和王権に服した久米氏が、近衛軍団の伴造（とものみやつこ）、あるいは膳夫（かしわで、調理人）となり、戦闘後の酒宴の合唱と舞いとで、宮廷儀礼の場で大王（天皇）に忠誠を誓って奏したものである。
久米歌は勇壮な所作とともに、久米部の半農半猟的性格を表現したもので、久米舞と合わせて宮廷歌舞のひとつになり、儀式の際に演奏され、現在も宮内庁楽部で歌舞が行われている。
『日本書紀』には、「今、楽府に此の歌を奏ふ時は、なほ手量の大き小き、および音声の巨き細き有り。此は古の遺式なり」とある。
楽人による久米歌は、天平勝宝元年（749年）12月、東大寺で外来音楽とともに演奏されたのが文献初出で（『続日本紀』）、平安時代は、大嘗祭豊明節会の悠紀の舞として用いられ（主基の舞は吉志の舞）、後土御門天皇の代（在位1465年 - 1500年）以降、おこなわれず、1818年、仁孝天皇即位の大礼のときに再興され、以後、天皇即位の大礼で演奏されている。なお、1878年から1945年まで、紀元節の賀宴で豊明殿でおこなわれた。

## 考証
高木市之助の説によると、久米歌には「撃ちてし止まむ（撃たずにおかぬものか）」という主題を伝えるために、
あるいは
といった、日常の身近な体験が根本にあり、「吾や忘れじ」・「吾はや飢（ゑ）ぬ」という、「われ」の意志にもとづいて行動している点に特色がある。そこには氏族の長として氏族員を統率して戦闘を指揮しつつ、同時にその率いる氏族員と同じ農耕生活を営んでいる英雄時代の族長を感じさせるものがある、と述べられている。歌謡の形式として、長句と短句の組み合わせたり、各句の語数からして考察すると、長歌・短歌などの定型歌の成立とさほど遠くはない時期にできたものだと考えられ、 石母田正は歴史的にみて、 大和朝廷が抬頭し、周囲の国家を征服し、半島にまで勢力を拡大した 5世紀頃（ 雄略天皇時代）を想定している。
これに対し、 土橋寛はこれらの歌で「部下である久米部の気持ち」だけではなく、「族長の意志」も歌われており、「第三者の聞きて（天皇）」が想定され、天皇への久米氏の忠誠の誓約であることが本質であるとしている。 久米氏は 大伴氏に統率された状態で、久米部を率いた中小伴造であり、大伴氏は天皇に従属する豪族である、という ヒエラルキーがある、というのである。
また、 倭王武の上表文に
とあるように、この時代の天皇は軍を先頭に立って率いており、地方の豪族でも従わないものを討伐していた。にもかかわらず、朝廷の諸氏族も、地方の豪族も 6世紀以降の史料においてすら、独立性と自由を確保し、はるかに活気に満ちた社会と歴史とを形成していた。そこにはこうした歌謡が描写している日本の英雄時代を想定することができる、というのが 井上光貞の意見である。しかし、その後の歴史学・考古学の発展により、英雄時代の存在は現在では否定され、専制国家の成立していたことが明らかとなっている。
そのほか、久米歌には、大和政権服属以前に
など、山の民時代に狩りによせて敵を声高に笑った古い形と思われるものも存在する。

## 久米舞
久米舞の歌は、歌2人と伴奏である。
管のみでの音取（ねとり）ののち、歌「うたのたかきに...」を、参入音声（まいりおんじょう）と「前妻（こなみ）が...」の揚拍子（あげびょうし）（舞がある。ここのみリズムは拍節的）とに2分して、こののち歌「今はよ...」を、「讃声・歓声」と退出音声（まかでおんじょう）とに2分して、演奏する。
楽器は、龍笛1人、篳篥1人、和琴1人、そして琴持2人である。
舞は4人（かつては6人ないし20人）で、末額の冠をかぶり、笏と太刀をつけ、赤色の袍を着る。
構成は以下の通り。
- 音取（楽器:竜笛、篳篥）
- 参入音声（歌:「うたのたかきに、」独唱）（歌:「しぎわなはる、...」斉唱）（楽器:和琴、笏拍子、竜笛、篳篥）
- 舞
  - 揚拍子（歌:「こなみが、なこは」独唱）（歌:「さば、たちそはの...」斉唱）（楽器:和琴、笏拍子、竜笛、篳篥）
  - （間奏）（楽器:和琴）
  - （讃声）（歌:「いまはよ、いまはよ、」独唱）（楽器:和琴、笏拍子）
  - （歓声）（歌:「あ、あ」斉唱）（楽器:和琴、笏拍子）
- 退出音声（歌:「しやを、」独唱）（歌:「いまだにもよ、...」斉唱）（楽器:和琴、笏拍子、竜笛、篳篥）